# Kanton Sézanne

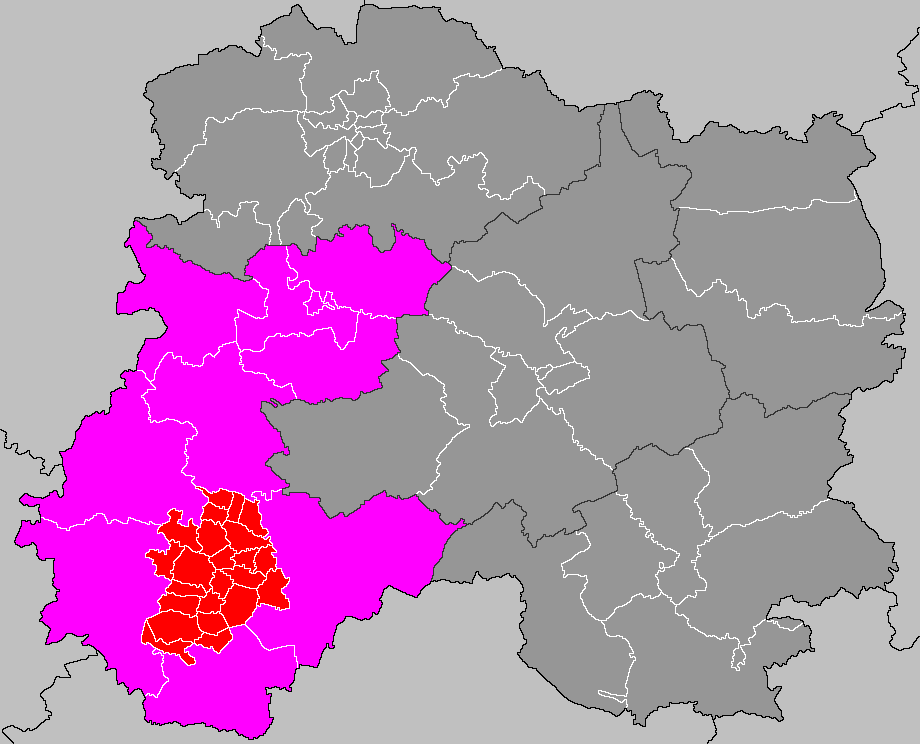
Lokalisierung des Kantons Sézanne

Der Kanton Sézanne war bis 2015 ein französischer Wahlkreis im Arrondissement Épernay, im Département Marne und in der Region Champagne-Ardenne; sein Hauptort war Sézanne. Vertreter im Generalrat des Départements war zuletzt von 1985 bis 2015 René-Paul Savary.
Der Kanton Sézanne war 282,29 km² groß und hatte 10.347 Einwohner (Stand 1999).

## Gemeinden
Der Kanton bestand aus 23 Gemeinden:
| Gemeinde                              | Einwohner Jahr | Fläche km² | Bevölkerungsdichte | Code INSEE | Postleitzahl |
| ------------------------------------- | -------------- | ---------- | ------------------ | ---------- | ------------ |
| Allemant                              | 163 (2013)     | –          | – Einw./km²        | 51005      | 51120        |
| Barbonne-Fayel                        | 495 (2013)     | –          | – Einw./km²        | 51036      | 51120        |
| Broussy-le-Petit                      | 128 (2013)     | –          | – Einw./km²        | 51091      | 51230        |
| Broyes                                | 367 (2013)     | –          | – Einw./km²        | 51092      | 51120        |
| Chichey                               | 170 (2013)     | –          | – Einw./km²        | 51151      | 51120        |
| Fontaine-Denis-Nuisy                  | 236 (2013)     | –          | – Einw./km²        | 51254      | 51120        |
| Gaye                                  | 581 (2013)     | –          | – Einw./km²        | 51265      | 51120        |
| Lachy                                 | 306 (2013)     | –          | – Einw./km²        | 51313      | 51120        |
| Linthelles                            | 108 (2013)     | –          | – Einw./km²        | 51323      | 51230        |
| Linthes                               | 120 (2013)     | –          | – Einw./km²        | 51324      | 51230        |
| Mœurs-Verdey                          | 330 (2013)     | –          | – Einw./km²        | 51369      | 51120        |
| Mondement-Montgivroux                 | 41 (2013)      | –          | – Einw./km²        | 51374      | 51120        |
| Oyes                                  | 73 (2013)      | –          | – Einw./km²        | 51421      | 51120        |
| Péas                                  | 68 (2013)      | –          | – Einw./km²        | 51426      | 51120        |
| Pleurs                                | 901 (2013)     | –          | – Einw./km²        | 51432      | 51230        |
| Queudes                               | 93 (2013)      | –          | – Einw./km²        | 51451      | 51120        |
| Reuves                                | 69 (2013)      | –          | – Einw./km²        | 51458      | 51120        |
| Saint-Loup                            | 79 (2013)      | –          | – Einw./km²        | 51495      | 51120        |
| Saint-Remy-sous-Broyes                | 105 (2013)     | –          | – Einw./km²        | 51514      | 51120        |
| Saudoy                                | 366 (2013)     | –          | – Einw./km²        | 51526      | 51120        |
| Sézanne                               | 5.102 (2013)   | –          | – Einw./km²        | 51535      | 51120        |
| Villeneuve-Saint-Vistre-et-Villevotte | 121 (2013)     | –          | – Einw./km²        | 51628      | 51120        |
| Vindey                                | 127 (2013)     | –          | – Einw./km²        | 51645      | 51120        |

## Bevölkerungsentwicklung
| 1962 | 1968   | 1975   | 1982   | 1990   | 1999   | 2006   | 2012   |
| ---- | ------ | ------ | ------ | ------ | ------ | ------ | ------ |
| 9598 | 10.384 | 10.637 | 10.744 | 10.671 | 10.347 | 10.072 | 10.214 |